# Autostrada A1 (Luksemburg)
7
Autostrada A1 (luks. Autobunn A1, Tréierer Autobunn) – autostrada w Luksemburgu w ciągu trasy europejskiej E44.
Arteria łączy stolicę państwa, miasto Luksemburg, z granicą z Niemcami w pobliżu miast Wasserbillig i Trewiru. Przebiega przez wschodnią część kraju. Wraz z autostradą A6 tworzy południową obwodnicę stolicy.

## Historia
Pierwszy odcinek oddano do użytku w końcówce lat 60. W latach 90. otwarto obejście Luksemburga.